# Xã Home, Quận Newaygo, Michigan
Xã Home (tiếng Anh: Home Township) là một xã thuộc quận Newaygo, tiểu bang Michigan, Hoa Kỳ. Năm 2010, dân số của xã này là 232 người.